# Brauerei Winkler
Die Brauerei Winkler ist eine Bierbrauerei in der oberpfälzischen Stadt Amberg. Die Brauerei hatte 2008 eine Jahresproduktion von 15.000 Hektolitern, zu ihr gehört der Brauereigasthof „Winkler Bräu Wirt“.

## Geschichte
Als „Weißbräugesellschaft“ 1617 gegründet, gehört die Brauerei noch heute zu den ältesten privaten Weißbierbrauereien Bayerns. Schon Mitte des 17. Jahrhunderts wurde sie zur größten Braustätte Ambergs. Im darauf folgenden Jahrhundert übertrafen sie andere Brauereien jedoch wieder. Im 2. Jahrhundert wurde das „Bürgerbräu Amberg“ aus der Brauerei.
Der Bierbrauer Josef Winkler übernahm 1913 sowohl Brauerei als auch Gaststätte. Die Erwerber wie auch ihre Nachfahren erweiterten in den Folgejahren kontinuierlich. Seit 2016 ist mit Maximilian Winkler die vierte Generation im Familienunternehmen tätig.

## Biere
Die Produktpalette der Brauerei umfasst u. a. die Biersorten:
- Urhell
- Helle Freude
- Leichtes Helles
- Bruckmüller Pils 03
- 1617 Premium Lager
- Premium Pils
- Alt Amberger Hefe-Weizen
- Amberger Leichtes Weizen
- Alt Amberger Doppelbock
- Jubilatius Weizenbock
- Dagesteiner Rittertrunk
- Natur Radler und
- Schießl Zoigl

Abgefüllt wird in Euro-Bierflaschen mit Kronkorken-Verschluss.
Die Etiketten aller Winkler-Biersorten verwenden das um 1350 erbaute Nabburger Tor.